# Sâncrăieni (gmina)
Sâncrăieni – gmina w Rumunii, w okręgu Harghita. Obejmuje tylko jedną miejscowość Sâncrăieni. W 2011 roku liczyła 2526 mieszkańców.
Dawniej do gminy należały również miejscowości Fitod, Hosasău, Leliceni i Misentea, jednak w 2004 roku zostały one odłączone, tworząc nową gminę Leliceni.